# Hospitalsapoteket Region Midtjylland
Hospitalsapoteket Region Midtjylland, forkortet HRM, er det andet største sygehusapotek i Danmark næst efter Region Hovedstadens Apotek.
HRM blev skabt i 2014 ved sammenlægningen af de fire eksisterende sygehusapoteker i Region Midtjylland.
HRM beskæftiger ca. 400 medarbejdere og apoteket er fordelt på matrikler i hele regionen, men har hovedkontor i Aarhus.
|  | Denne artikel kan blive bedre, hvis der indsættes geografiske koordinater Denne artikel omhandler et emne, som har en geografisk lokation. Du kan hjælpe ved at indsætte koordinater i wikidata. |